# Ungureni (Botoșani)
Ungureni è un comune della Romania di 7 123 abitanti, ubicato nel distretto di Botoșani, nella regione storica della Moldavia.
Il comune è formato dall'unione di 11 villaggi: Borzești, Călugăreni, Călugărenii Noi, Durnești, Mihai Viteazu, Mândrești, Plopenii Mari, Plopenii Mici, Tăutești, Ungureni, Vicoleni.